# 探瑪提貝
昭法·探瑪提貝·猜亞切·索里亞翁（？—1746年），又名昭法·那拉提貝（นราธิเบศร์），原名功（กุ้ง），泰國阿瑜陀耶王朝時代副王。他也是泰國著名詩人之一。
探瑪提貝是暹羅王博龍瑪戈的長子。1741年被任命為副王，成為王位繼承人。他與博龍瑪戈的兩名妃子相戀，並通姦。1746年，遭到另一位王子埃甲他的告發，三人被抓住處刑。副王探瑪提貝被鞭打120下，另外兩人各鞭30下。探瑪提貝當場死亡。一名妃子三天後亦死去；另一名活了下來，但被永久逐出了宮廷。
1767年，阿瑜陀耶王朝被緬甸所滅，探瑪提貝的一個兒子昭西桑（เจ้าศรีสังข์，越南史料稱之為昭侈腔）逃往柬埔寨避難。後來昭西桑被鄭昭所殺。